# Diosma rourkei
Diosma rourkei är en vinruteväxtart som beskrevs av I. Williams. Diosma rourkei ingår i släktet Diosma och familjen vinruteväxter. Inga underarter finns listade i Catalogue of Life.